# Jack-ciklus

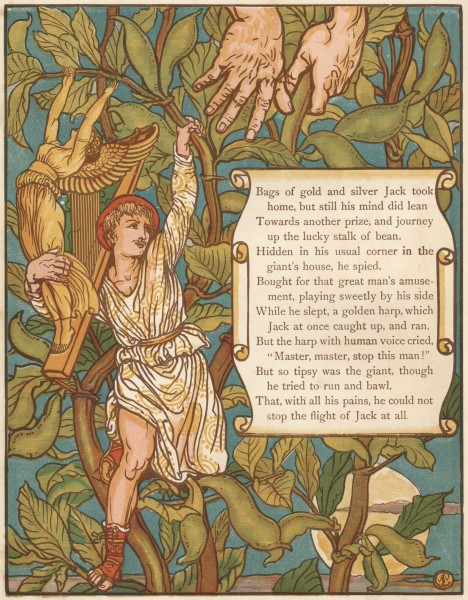
Az égig érő paszulyWalter Crane, 1870-74

A Jack-ciklus (magyarul Jankó-, Jancsi- vagy János-ciklus) Bruno Bettelheim fogalma, az olyan Angliában keletkezett – és onnan kiindulva előbb az egész angol nyelvterületen, majd a különböző népek történeteiben is elterjedt – tündérmesék összessége, melyekben a „Jack” nevű, eleinte félnótás főhős megöli az óriást, illetve a sárkányt. A „Jack-mese” első két (Az égig érő paszuly, Három alku) változata együttvéve a fiúgyermek teljes szexuális fejlődését, annak minden fázisát ábrázolja, mely szülőnek és gyermeknek egyaránt tanulságos. Bár keltezésük a középkorra vagy még korábbra tehető, folyamatosan készülnek fel- és átdolgozások.

## Eredet

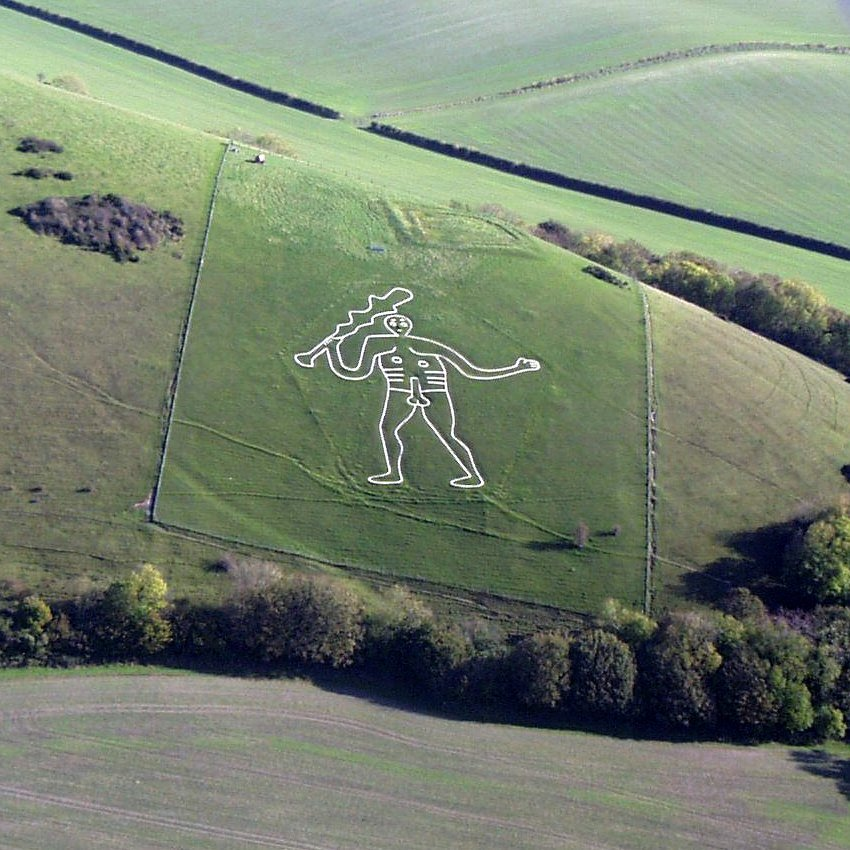
A dél-angliai Dorset egyik domboldalába, kb. a 17. században vésett Cerne Abbas-i óriás

Szájhagyomány útján terjedt el. Mitikus természete az idegen világok felfedezésében, és az „óriás” nem csak a saját, hanem a közösség érdekében való elpusztításában is tetten érhető. A „Jack”-meséket legkorábban a 15. században írták le először, a legelőbbit “Jack and His Stepdame” (még kézzel) 1400 körül, a későbbit “The Friar and the Boy” címen (már nyomtatásban) 1512-ben publikálták, majd a 18.-19. században az “A History of Jack and the Giants” következett.
Ezek a történetek nem csak gyerekeknek szóltak, felnőttek is mesélték egymás között. Egészen pikáns, helyenként trágár változatokat is lejegyeztek. De az 1700-as években Amerikába tartó skót új telepesek - akik valószínűsíthetően elterjesztették a földrészen ezt a történetet - is megalkották saját Jack-példaképüket.
Az amerikai kultúrkörben az addig elterjedt összes Jack-mesét Richard Chase gyűjtötte egybe 1943-ban megjelent könyvében. Ezekben Jack farmer legény lett.

## Változatok
A két valószínűsíthető alapmű a

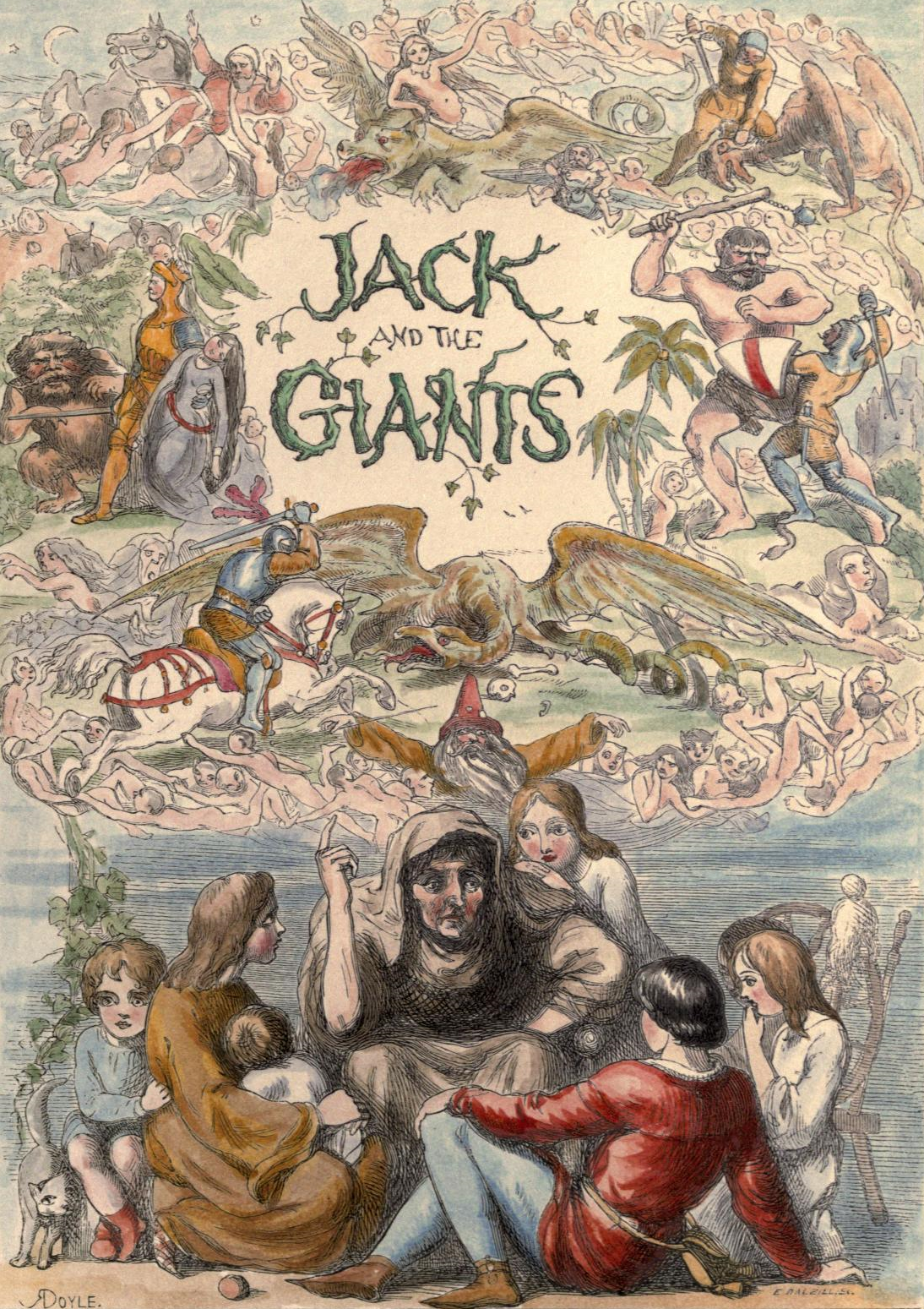
Az óriásölő János borítójaRichard Doyle, 1851.

- Három alku (Jack and His Bargains) - feltételezések szerint a legkorábbi - és
- Az égig érő paszuly (en:Jack and the Beanstalk) - amelyik a legismertebb, legelterjedtebb a ciklus meséi között -

volt, majd később
- Az óriásölő János (en:Jack the Giant Killer) - ami valószínűleg az ősi kelta és walesi mitológia alapján keletkezett -

ezek alakultak át szájhagyomány útján számos változatban.

## Elterjedése
A keletkezés pontos helye, mivel még a szájhagyományok útján terjedt, nehezen meghatározható, de valószínűsítik, hogy „Jack” a cornwalli angol néphagyomány mesehőse. A 15. század végére, 16. század elejére már Németországban, és egész Nagy-Britannia, Írország, a nyugati Skót-felföld területén is elterjedt. Ezután került át az észak-amerikai folklór Appalache-hegységi népi kultúrájába valamikor az 1800-as évek előtt és kezdte meg világhódító útját.
A magyar mesekincsben Az égigérő fa című történetben fedezhetünk fel hasonlóságokat. Ebben egy sárkány elrabolja a királykisasszonyt és a főhősnek egy nagy fára kell felmásznia, hogy megmentse a lányt.

## Általános jellemzők
A Jack-ciklushoz tartozó mesék Angliában keletkeztek, de az Appalache-hegység térségében is nagy tradíciója van. Ε tündérmese-sorozat fontosabb motívumai szerte a világon megtalálhatóak különböző népek meséiben.
A mesehős kezdetben mindannyiszor gyermeki lelkű, látszatra valamiféle rossz vásárt csinál, a tulajdonába került értéktelennek tűnő (csere)tárgy varázserővel rendelkezik (varázsmag, aranytojást tojó szárnyas, a beszélő hangszer). Gyakori szereplő az emberevő óriás, melynek túljárnak az eszén és meglopják. A cselekmény mindig egy jellemépülésre épül, és a rossz alapkörülmények/tulajdonságok megszüntetésére irányul, amit a mese végére sikerül is elérni.
E jelentésgazdagságában is kitűnő mese-ciklus ezen motívumok segítségével olyan mesévé kapcsolódik össze, mely arról szól, hogy a serdülőkorú fiúnak meg kell szereznie társadalmi és szexuális függetlenségét, és rosszul teszi az a szülő, amelyik ezt nem engedi, megértetik vele, hogy milyen kockázatokkal jár a gyermek fejlődése, hogy támogatnia és bátorítania kell a gyermek személyiségének és szexualitásának kifejlődését, ahol és amikor erre szükség van.